# Pitcairnia peruana
Pitcairnia peruana är en gräsväxtart som först beskrevs av Harry Edward Luther, och fick sitt nu gällande namn av Jason Randall Grant. Pitcairnia peruana ingår i släktet Pitcairnia och familjen Bromeliaceae.
Artens utbredningsområde är Peru. Inga underarter finns listade i Catalogue of Life.